# The REV Classic
Das The REV Classic ist ein neuseeländisches Straßenradrennen.
Dieses Eintagesrennen wird seit dem Jahr 2006 ausgetragen. Meist führt die Strecke rund um die Region von Cambridge. Zudem ist es Teil der UCI Oceania Tour und ist dort in der UCI-Kategorie 1.2 eingestuft.
Die Siegerliste besteht bisher (Stand: 2016) nur aus Radrennfahrern aus Neuseeland. Der Rekordsieger dieses Rennens ist Patrick Bevin, der dieses Eintagesrennen bereits dreimal gewinnen konnte.

## Sieger
| Jahr | Sieger            | Zweiter          | Dritter          |
| ---- | ----------------- | ---------------- | ---------------- |
| 2006 | Geoffrey Burndred | Eric Drower      | Scott Guyton     |
| 2007 | Geoffrey Burndred | Matthew Haydock  | Samuel Eadie     |
| 2008 | Gordon McCauley   | Michael Northley | Justin Kerr      |
| 2009 | Gordon McCauley   | Roman Van Uden   | Mark Langlands   |
| 2010 | Patrick Bevin     | Gordon McCauley  | Michael Torckler |
| 2011 | Scott Lyttle      | Roman Van Uden   | Taylor Gunman    |
| 2012 | Jeremy Vennell    | James Oram       | Michael Northley |
| 2013 | Shem Rodger       | Hayden McCormick | Roman Van Uden   |
| 2014 | Patrick Bevin     | Sam Lindsay      | Hayden McCormick |
| 2015 | Patrick Bevin     | James Oram       | Michael Torckler |
| 2016 | Dion Smith        | Mark O’Brien     | Taylor Gunman    |
| 2017 |                   |                  |                  |